# Heřman z Miličína
Heřman z Miličína byl válečník krále Jana Lucemburského. Pocházel z původem českého rodu z Miličína u Votic, o němž jsou první zmínky z roku 1283. Heřman z Miličína bojoval po boku krále Jana v bitvě u Mühldorfu v roce 1322. Hovoří se o tom, že s takovou odvahou, že „dvě dlouhé ulice mrtvol po sobě zanechal“. Za svou odvahu si od Jana Lucemburského vysloužil mimo jiné i hrad Kamýk. V erbovníku české šlechty je uvedeno, že jeho syn, též Heřman, který byl posledním z české větve rodu, padl s králem Janem Lucemburským v bitvě u Kresčaku.
Heřman z Miličína měl jako erb pokosem dělený černozlatý štít.